# Olympische Sommerspiele 2024/Teilnehmer (Salomonen)
| Gelbes Symbol für Goldmedaillen mit stilisierten Olympischen Ringen | Graues Symbol für Silbermedaillen mit stilisierten Olympischen Ringen | Braundes Symbol für Bronzemedaillen mit stilisierten Olympischen Ringen |
| ------------------------------------------------------------------- | --------------------------------------------------------------------- | ----------------------------------------------------------------------- |
| —                                                                   | —                                                                     | —                                                                       |

Die Salomonen nahmen an den Olympischen Spielen 2024 vom 26. Juli bis zum 11. August 2024 in Paris mit zwei Athleten teil. Es war die insgesamt elfte Teilnahme an Olympischen Sommerspielen.

## Teilnehmer nach Sportarten

### Boxen
| Athleten       | Wettbewerb         | 1. Runde | 1. Runde | Achtelfinale | Achtelfinale | Viertelfinale | Viertelfinale | Halbfinale | Halbfinale | Finale | Finale   | Rang |
| Athleten       | Wettbewerb         | Gegner   | Ergebnis | Gegner       | Ergebnis     | Gegner        | Ergebnis      | Gegner     | Ergebnis   | Gegner | Ergebnis | Rang |
| -------------- | ------------------ | -------- | -------- | ------------ | ------------ | ------------- | ------------- | ---------- | ---------- | ------ | -------- | ---- |
| Männer         |                    |          |          |              |              |               |               |            |            |        |          |      |
| Lele Pemberton | Klasse bis 63,5 kg | DNS      | DNS      | DNS          | DNS          | DNS           | DNS           | DNS        | DNS        | DNS    | DNS      | DNS  |

### Leichtathletik
Laufen und Gehen
| Athleten       | Wettbewerb | Qualifikation | Qualifikation | Vorlauf       | Vorlauf       | Halbfinale    | Halbfinale    | Finale        | Finale        | Rang |
| Athleten       | Wettbewerb | Zeit          | Rang          | Zeit          | Rang          | Zeit          | Rang          | Zeit          | Rang          | Rang |
| -------------- | ---------- | ------------- | ------------- | ------------- | ------------- | ------------- | ------------- | ------------- | ------------- | ---- |
| Frauen         |            |               |               |               |               |               |               |               |               |      |
| Sharon Firisua | 100 m      | 14,31 s       | 9             | ausgeschieden | ausgeschieden | ausgeschieden | ausgeschieden | ausgeschieden | ausgeschieden | 90   |

### Schwimmen
| Athleten        | Wettbewerb    | Vorlauf | Vorlauf | Halbfinale    | Halbfinale    | Finale        | Finale        | Rang |
| Athleten        | Wettbewerb    | Zeit    | Rang    | Zeit          | Rang          | Zeit          | Rang          | Rang |
| --------------- | ------------- | ------- | ------- | ------------- | ------------- | ------------- | ------------- | ---- |
| Frauen          |               |         |         |               |               |               |               |      |
| Isabella Millar | 50 m Freistil | 31,32 s | 67      | ausgeschieden | ausgeschieden | ausgeschieden | ausgeschieden | 67   |